# Presó de Spandau
La presó de Spandau va ser construïda al barri de Berlín de Spandau l'any 1876, com a centre penitenciari militar. Estava feta de maons vermells i va ser projectada per encabir 500 presoners.
Després de la Segona Guerra Mundial, es va utilitzar per a la reclusió de set condemnats nazis sentenciats en els Judicis de Nuremberg.

## Administració
Malgrat que aquesta presó estava al sector britànic de Berlín Occidental, el seu control rotava cada mes entre les quatre potències vencedores i ocupants: Regne Unit, Estats Units, França i la Unió Soviètica.
| Potència     | Mesos  | Mesos  | Mesos    |
| ------------ | ------ | ------ | -------- |
| Regne Unit   | Gener  | Maig   | Setembre |
| França       | Febrer | Juny   | Octubre  |
| URSS         | Març   | Juliol | Novembre |
| Estats Units | Abríl  | Agost  | Desembre |

### Els Presoners
| N°. | Nom                             | Sentència | Fi de la seva condemna | Càrrec en el nacionalsocialisme                                                               | Mort el          | Al·legacions                                    |
| --- | ------------------------------- | --------- | ---------------------- | --------------------------------------------------------------------------------------------- | ---------------- | ----------------------------------------------- |
| 1   | Baldur von Schirach             | 20 Anys   | 1 octubre 1966         | Líder de las Joventuts Hitlerianes i Governador de Viena                                      | 8 agost 1974     | en llibertat després de complir la condemna     |
| 2   | Karl Dönitz                     | 10 Anys   | 1 octubre 1956         | Gran Almirall, Estat Major de la Kriegsmarine des de 1943, 1945 últim President del III Reich | 24 desembre 1980 | en llibertat després de complir la condemna     |
| 3   | Konstantin Freiherr von Neurath | 15 Anys   | 6 novembre 1954        | Ministre d'Assumptes Exteriors de 1932 a 1938, Protector a Bohèmia i Moràvia de 1939 a 1941   | 14 agost 1956    | anticipadament en llibertat per motius de salut |
| 4   | Erich Raeder                    | perpètua  | 26 setembre 1955       | Gran Almirall, Estat Major de la Kriegsmarine fins al 30 de gener de 1943                     | 6 novembre 1960  | anticipadament en llibertat per motius de salut |
| 5   | Albert Speer                    | 20 Anys   | 1 octubre 1966         | Ministeri per Armament i Munició i Inspector General                                          | 1 setembre 1981  | en llibertat després de complir la condemna     |
| 6   | Walther Funk                    | perpètua  | 16 maig 1957           | Ministre d'Economia i President del Reichsbank                                                | 31 maig 1960     | anticipadament en llibertat per motius de salut |
| 7   | Rudolf Hess                     | perpètua  | mort a la presó        | Lloctinent del Führer fins 1941                                                               | 17 agost 1987    | Suïcidi                                         |

El mes d'agost de 1987 hi morí Rudolf Hess, després de més de 40 anys d'estar-hi empresonat, vint dels quals era l'únic pres d'aquesta presó.
Després de la mort de Hess, la presó de Spandau va ser derribada (per tal d'evitar que es convertís en un santuari neonazi) i va ser substituïda per un centre comercial.